# Katrin Wissing
Taina Katrin Wissing, född 13 mars 1980 i Åre församling, Jämtlands län, är en svensk politiker. Hon är sedan 30 maj 2021 Miljöpartiets partisekreterare.

## Politisk karriär
Katrin Wissing är Miljöpartiets partisekreterare och arbetar därmed inom partitoppen. Wissing är även vice distriktsordförande för Miljöpartiet i Jämtland samt gruppledare i Åre kommun. Hon valdes på en extrainsatt kongress när den dåvarande partisekreterare blev ett av partiets två språkrör. Wissing valdes av medlemmarna bland annat med motivet att hennes ledarskap i Åre gav partiet ett av de bästa valresultaten i landet och för att Wissing har erfarenhet från alla nivåer inom partiet.
Hon beskriver Miljöpartiet som ett grönt parti, som varken står till höger eller vänster. 

## Privatliv
Wissing bor i Duved i Åre kommun.[källa behövs]